# Asamblea Nacional (República del Congo)
La Asamblea Nacional (en francés, Assemblée Nationale) es la cámara baja del Parlamento de la República del Congo. Tiene 151 miembros, elegidos por un período de cinco años en distritos electorales de un solo escaño.

## Últimas elecciones
| Partido                                                         | Escaños | +/– |
| --------------------------------------------------------------- | ------- | --- |
| Partido Congoleño del Trabajo                                   | 89      | +43 |
| Movimiento Congoleño por la Democracia y el Desarrollo Integral | 7       | –4  |
| Unión Panafricana para la Democracia Social                     | 7       | –4  |
| 33/5000 Otros partidos aliados con el PCT                       | 9       | –   |
| Independientes aliados con el PCT                               | 12      | –   |
| Otros                                                           | 12      | –   |
| Vacante                                                         | –       | –   |
| Total                                                           | 139     | +2  |
| Fuente : News 24                                                |         |     |

- Datos: Q1969587